# Hubertus Primus

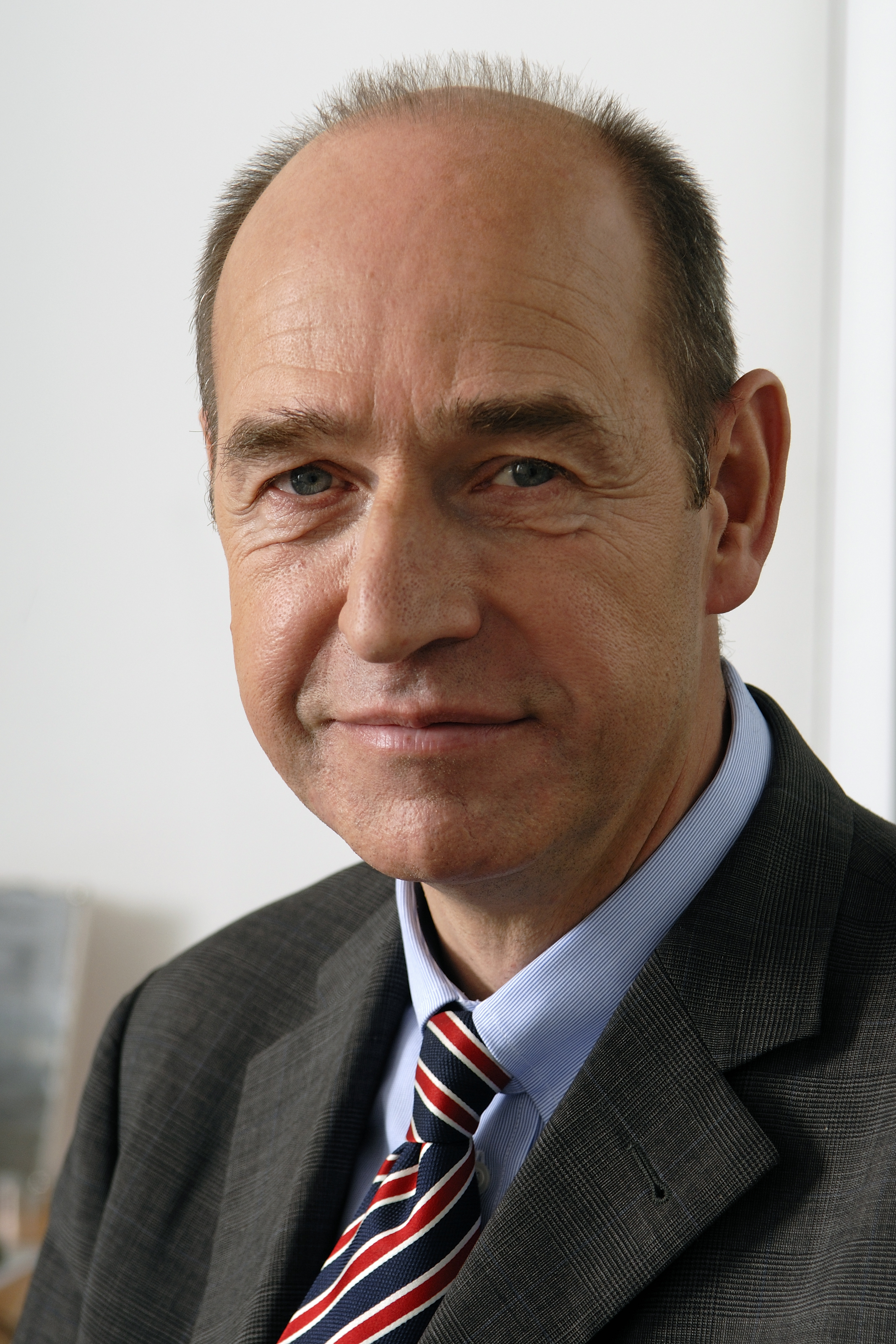
Hubertus Primus (2007)

Hubertus Primus (* 1. September 1955 in Gersfeld
) ist ein deutscher Jurist, Journalist und Manager. Er war von 2012 bis 2023 Alleinvorstand der Stiftung Warentest in Berlin.

## Leben
Hubertus Primus wurde als Sohn des langjährigen Gersfelder Bürgermeisters Hans-Georg Primus geboren. Nach seiner Ausbildung zum Volljuristen war Hubertus Primus für das Rechtsmagazin für die Wirtschaft, außerdem als freier Journalist mit den Schwerpunkten Recht und Steuern und als Autor für das Industriemagazin und die Süddeutsche Zeitung tätig. Es folgte eine Anstellung als Redakteur der Zeitschrift Finanztest zu deren Chefredakteur er 1993 avancierte. Von 1999 bis Ende 2011 war Primus als Nachfolger von Hans-Dieter Lösenbeck Chefredakteur der Zeitschrift test sowie als Bereichsleiter Publikationen der Stiftung Warentest Mitglied der Geschäftsleitung. Ab 2012 wurde er als Alleinvorstand der Stiftung Warentest Nachfolger von Werner Brinkmann. Die Chefredaktion wurde von Anita Stocker übernommen. Ende 2023 ging Primus in den Ruhestand und wurde in seiner Funktion als Vorstand der Stiftung Warentest von Julia Bönisch abgelöst.

## Weitere Tätigkeiten
Hubertus Primus war bis Ende 2011 Mitglied in der Jury des Helmut Schmidt Journalistenpreises und wurde 2012 vom damaligen Chefredakteur der Zeitschrift Finanztest, Hermann-Josef Tenhagen, abgelöst.
Seit 2012 vertritt er Deutschland im Verwaltungsrat der internationalen Verbraucherorganisation International Consumer Research & Testing in London.
Am 14. November 2012 wurde Primus in den Verwaltungsrat des Verbraucherzentrale Bundesverbands gewählt.
Hubertus Primus ist Mitglied im Stiftungsrat der Deutschen Stiftung Verbraucherschutz.
Er ist außerdem Vorsitzender der Jury des Wettbewerbs Jugend testet der Stiftung Warentest.
Er ist mit der Veterinärmedizinerin Susanne Primus verheiratet und hat vier Kinder. Er betätigt sich im Vorstand des eingetragenen Vereins Zehlendorfer Wespen für das Marketing und die Öffentlichkeitsarbeit.
Primus war Mitglied des Kuratoriums der Weissen Liste.
2024 wurde Primus das Bundesverdienstkreuz am Bande verliehen. Im Juli wurde er in die Verbraucherkommission Baden-Württemberg berufen, die die Landesregierung in Verbraucherfragen berät. Im November wurde er in den Verwaltungsrat der Verbraucherzentrale Berlin gewählt.
Anfang 2025 ist Primus zum Vorstand der Stiftung Brandenburger Dom berufen worden.

## Veröffentlichungen (Auswahl)
- Journalismus im Doppelpass von Internet und Zeitschrift, in: Der Kampf um die Öffentlichkeit – Wie das Internet die Macht zwischen Medien, Unternehmen und Verbrauchern neu verteilt, Verlag Luchterhand, Neuwied, Kriftel (2002), Seiten 133 bis 141
- Der GmbH-Geschäftsführer – Rechte und Pflichten – Gründung und Organisation – Bilanz und Steuern – Formulare und Kosten – Kleinbetriebe und Ein-Mann-GmbH, 5. Auflage, Heyne, München (2001)
- Mit Werner Plötz: Immoblock – Das neue Steuersparsystem, DG-Verlag, Wiesbaden (1990)
- Als Herausgeber: Start West – Ratgeber für Unternehmer und Existenzgründer in der DDR – Kredite, Leasing Kooperationen, Joint-Venture, Franchising, Firmenrecht, Service & Adressen, Geoconsult GmbH, Neu-Isenburg (1990)